# Ibero Cruises
Ibero Cruises (spanyolul: Ibero Cruceros) egy brit-amerikai és spanyol tulajdonú hajótársaság, amely Madridban, Spanyolországban székelt. A társaság a spanyol és a portugál nyelvű piacot célozta meg. Az Iberocruceros Európából, a Földközi-tengerről és Dél-Amerikából indított utakat.

## Története
A vállalatot 2003-ban alapították Viajes Iberojet néven, és 2007-ben nevezték át, és a Carnival Corporation & plc és az Orizonia Corporation közös leányvállalata lett,  a Costa Cruises Group, a Carnival Corporation európai részlegének irányítása alatt. Az Ibero Cruises három hajóval indult; Grand Mistral, Grand Latino és Grand Voyager, amelyeket az Orizonia biztosított. 2008-ban a Carnival Cruises által biztosított Grand Celebration átkerült az Ibero flottájába.  Egy további hajót, a Grand Holiday-t 2009-ben átvették a flottába a Carnival-ból.
2014 novemberében bejelentették, hogy a Costa Cruises az év végéig teljes egészében felveszi az Ibero Cruises-t. A Grand Celebration Costa Celebration néven kerül át Costa Crociere fő flottájába.  A Grand Holiday is átkerül a Cruise &amp; Maritime Voyages-hoz Magellan néven. 
Az Ibero barcelonai dokkolóit kizárólag Costa legújabb hajójának, a Costa Diademának szentelnék.  

## Korábbi hajók
| Hajó              | Osztály                   | Épült | Az Ibero Cruceros szolgálatéban | Bruttó tonna | Zászló     | Megjegyzések | Kép |
| ----------------- | ------------------------- | ----- | ------------------------------- | ------------ | ---------- | --- | --- |
| Grand Latino      | Royal Viking Star osztály | 1973  | 2004–2005                       | 21 891 tonna | Portugália | Royal Viking Sky néven épült a Royal Viking Line számára. 2005-ben eladva a Fred Olsen Cruise Lines-nak Boudicca néven. Leselejtezték Aliağában, Törökországban 2021-ben.                                                          |     |
| Grand Voyager     |                           | 2000  | 2004–2011                       | 24 427 tonna | Portugália | Korábban Olympic Voyager a Royal Olympic Cruises számára, 2011-ben Costa Voyager-ként áthelyezték a Costa Cruises-hoz. 2014-ben eladták a Bohai Ferry-nek Chinese Taishan néven.                                                   |     |
| Grand Mistral     | Mistral osztály           | 1999  | 2003–2013                       | 48 200 tonna | Portugália | Korábban Mistral a csődbe ment Festival Cruises-nál, most az AIDA Cruises-nál AIDAmira. |     |
| Grand Celebration | Holiday osztály           | 1987  | 2008–2014                       | 47 262 tonna | Portugália | Korábban a Carnival Cruise Lines Celebration hajója. Costa Celebration néven átkerült a Costa Cruises-hoz 2014 novemberében. 2014 decemberében eladták a Bahama Paradise Cruise Line-nak. 2021-ben selejtezték Alangban, Indiában. |     |
| Grand Holiday     | Holiday osztály           | 1985  | 2010–2014                       | 46 052 tonna | Portugália | Korábban Holiday a Carnival Cruise Lines számára. 2015 márciusában csatlakozott a Cruise &amp; Maritime Voyages flottájához, mint Magellan. 2021-ben selejtezték Alangban, Indiában.                                               |     |

## Fordítás
- Ez a szócikk részben vagy egészben  az   Ibero Cruises című angol Wikipédia-szócikk ezen változatának fordításán alapul.  Az eredeti cikk szerkesztőit annak laptörténete sorolja fel. Ez a jelzés csupán a megfogalmazás eredetét és a szerzői jogokat jelzi, nem szolgál a cikkben szereplő információk forrásmegjelöléseként.